# Tasovice (Blansko)
Tasovice é uma comuna checa localizada na região de Morávia do Sul, distrito de Blansko.